# 最高の人生のはじめ方
『最高の人生のはじめ方』（The Magic of Belle Isle）は、ロブ・ライナー監督による2012年のアメリカ合衆国のドラマ映画である。出演はモーガン・フリーマン、ヴァージニア・マドセンらである。

## あらすじ
気難しいモンテ・ワイルドホーン（モーガン・フリーマン）は、ベル・アイルの湖畔の小屋で夏を過ごすために甥のヘンリーに車で送られて来る。小屋の持ち主とヘンリーが友達同士なのだ。モンテは有名な西部劇作家だが、6年前に妻を癌で亡くしたことから執筆意欲が失われ、酒に溺れるようになった。
モンテはやがて隣の家族、魅力的なシングルマザーのシャーロット・オニール（ヴァージニア・マドセン）とその3人の娘、10代のウィロー、真ん中のフィン、末っ子フローと友達になる。長女のウィローはいつも携帯電話をいじっていて、フィンはいたずら好きで、フローは純真である。
引っ越してきたばかりの近くの住民が死んでしまう。別の隣人はモンテに、事前に用意された追悼文を読むよう頼む。その後、彼はフィンに会い、フィンは彼に、母親のための新しい単語を3つ教えて欲しい、そして書き方を教えて欲しいと頼む。彼は例を挙げて彼女に教え、その場で物語を作り、フィンは喜ぶ。
モンテが夕食にオニール家に招待されると、フィンは彼が教えた言葉をよく覚えたことを披露する。シャーロットはそれとなく愛について彼に尋ねると、彼は妻が人生の最愛の人だったと言う。その夜、モンテはシャーロットと踊る夢を見る。
モンテは街の人々にほのかに影響を及ぼすだけでなく、インスピレーションを得る助けともなる。自ら物語を創り出したフィンは、モンテへの刺激となり、モンテはフローのために物語を書き、更に別の物語を書くことになる。
8月下旬のある日、シャーロットはモンテに、ニューヨークで離婚の手続きを終わらせる間、娘たちを見守って欲しいと頼む。モンテとフィンは絆を深め、彼はフィンに、どうして車椅子生活になったのか、人生最愛の人にどのように出会ったのか、そしてどのようにして執筆を始めたのかを語る。その後少ししてから、彼は去って行く。
月日が経ち、モンテはベル・アイルに戻って来ている。西部劇の映画化権を売却したことから彼は小屋を買うことが出来、オニール一家は彼が戻って来たことを歓迎する。

## キャスト
- モンテ・ワイルドホーン　：　モーガン・フリーマン
- シャーロッテ・オニール　：　ヴァージニア・マドセン
- フィネガン・オニール　：　エマ・ファーマン（英語版）
- ウィロウ・オニール　：　マデリン・キャロル
- ヘンリー　：　キーナン・トンプソン
- ジョー・ヴィオラ　：　ケヴィン・ポラック
- アル・カイザー　：　フレッド・ウィラード
- カレン・ループ　：　ジェシカ・ヘクト

## 評価
Rotten Tomatoesでは31件の批評家レビューで支持率は29%となった。